# La Paix
Pour les articles homonymes, voir Paix (homonymie).
La Paix (en grec ancien Εἰρήνη / Eirḗnē) est une comédie grecque antique d'Aristophane, produite en 421 av. J.-C. aux Grandes Dionysies d'Athènes, où elle obtient le deuxième prix.

## Argument
Cinquième pièce conservée d'Aristophane, La Paix a été écrite peu après la mort du démagogue Cléon, partisan farouche de la guerre contre Sparte. Aristophane voit en ce décès une occasion favorable pour signer une paix durable avec les adversaires grecs d'Athènes. Il s'adresse donc à la population de la cité à travers cette histoire en essayant de démontrer, sur le ton comique qui lui est propre, les douceurs d'un climat pacifié.
Dans la pièce, le vigneron Trygée, accablé par les longues années de guerre, se fait le messager des peuples grecs auprès des dieux. Ayant rejoint les cieux sur un coursier insolite, il se rend compte que ceux-ci ont été désertés par les divinités habituelles, auxquelles a succédé l'entité guerrière Polémos, qui projette d'écraser les cités grecques. Trygée met tout en œuvre pour empêcher cette catastrophe.

## Synopsis
Trygée, un Athénien qui est fatigué de la guerre, a élevé un bousier pour monter et voler vers Zeus afin de lui demander pourquoi il a laissé les Grecs dans la guerre. En y arrivant cependant, il voit que les dieux sont partis parce qu'ils étaient en colère contre les Grecs ; il y a seulement Hermès qui s'occupe des derniers préparatifs. Il lui explique que maintenant il y habite avec Polémos qui a, avec son comparse Kydoimos (Tumulte), emprisonné Eiréné (la Paix). Polémos apparaît avec un énorme mortier pour écraser les villes grecques. Il envoie son fils Tarachos demander un pilon aux Athéniens et les Spartiates, et celui-ci revient en disant qu'ils ont perdu leur pilon, c'est-à-dire Cléon et Brasidas qui avaient été tués. Alors que Polémos s'en va, Trygée invite la Danse (chœur), composée des Grecs de différentes villes, pour libérer la Paix. 
Grâce à leur aide, en particulier celle des agriculteurs qui ont le plus souffert des conséquences de la guerre, et encouragés par Hermès, ils parviennent à libérer la Paix ainsi qu'Opóra (la récolte/les fruits) et Théoria (les spectacles/la fête). La Paix apparait sur scène, et reproche notamment aux spectateurs de l'avoir repoussée après la bataille de Pylos. Après l'avoir amadouée, Trygée retourne à Athènes avec Opóra pour l'épouser, et avec Théoria pour l'offrir à l'Assemblée. Avant le mariage plusieurs concessionnaires des armes leur rendent visite, et Trygée leur donne des conseils sur les usages qu'ils peuvent en faire, maintenant qu'ils ne sont plus utiles.